# 青の時代 (テレビドラマ)
『青の時代』（あおのじだい）は、1998年7月3日から9月11日まで毎週金曜日21:00 - 21:54に、TBS系「金曜9時」枠で放送されたテレビドラマ。主演は堂本剛。

## 概要
青春時代をめぐる友情と愛、憎しみと苦悩の物語。
放送当時、作品の雰囲気から野島伸司が脚本を書いていると誤解していた視聴者も多く、番宣CMに脚本担当の小松江里子の名前がクレジットされるようになった。
なお、三島由紀夫の小説でも同名の作品があるが、本ドラマとは一切関係ない。

## キャスト

### 主要人物
安積 リュウ（あづみ リュウ）
演 - 堂本剛（KinKi Kids）
父親とは幼少期に死別。母親に捨てられ、引ったくりやカツアゲを繰り返す不良少年だが、根は優しく真面目で、子猫を助ける様な心優しい一面も持ち合わせている。茜や榛名の思いに心を打たれ、彼の中で何かが変わっていく。仲間思いであるが、そのため仲間が傷つけられると黙っていられないところや自ら汚れ役を引き受けてしまうところもある。
榛名 圭一（はるな けいいち）
演 - 上川隆也
リュウの弁護を引き受けた弁護士。「元から悪い人間なんていない」と断言するほど少年犯罪に対して性善説を貫いており、犯罪被害者からは「そんな弁護士（榛名）がいるから少年犯罪がなくならないんだ」と糾弾された事もあるほど。熱血漢で真っ直ぐな性格をしており、最初は不信感を抱いていたリュウもいつしか信頼を寄せる事になる。過去のある事件により二重人格になってしまい、内面に「もう一人の自分」が存在する。寺島に指摘されるまで「もう一人の自分」の存在を知らなかったが、記憶のない空白の時間に違和感を抱くようになる。
<もう一人の榛名>
榛名のもう一つの人格。人を痛めつける事に何の罪悪感を感じず、人は生まれながらに悪であると言い切る。過去に目の前で自殺をされた少女と瓜二つの茜に対して特別な感情を抱く。
牧野 茜（まきの あかね）
演 - 奥菜恵
図書館でアルバイトをしている短大生。ある出来事をきっかけにリュウと出会い、リュウの事を気にかけ好意を寄せる。とても純粋でどんな時でもリュウを信じ抜く。いじめを受けて自殺した榛名の初恋の人に似ている事から、「もう一人の榛名」の策略に巻き込まれる。
榛名の初恋の少女（奥菜恵・二役）
榛名の中学時代に、東京から転校してきた少女。「よそ者」という理由からクラスで過度のいじめに遭い、榛名の目の前で自殺してしまう。
澤木 朱里（さわき しゅり）
演 - 安藤政信
鑑別所でリュウと出会う。同性愛者の看守に取り入った事で色々と看守から融通を利かせてもらうなど立ち回りが上手く、出所後は同性愛者に身体を売り生計を立てていた。高校時代に教育実習に来た薫と交際していたが裏切られ、恨んでいると同時に今も愛しており、「もう一人の榛名」に気づくと薫を榛名から引き離そうとする。しかし、「もう一人の榛名」の策略に嵌められた薫を救おうとして、薫とともにバイクに撥ねられてしまう。一命を取り留めるが、薫の病室まで助けに行き、「もう一人の榛名」によって落命する。
橋本 トシ（はしもと トシ）
演 - 小橋賢児
リュウの悪友。リュウに負けず劣らず喧嘩っ早い性格。茜に想いを寄せていたが、彼女がリュウと懇意にしているのが気に入らず、嫉妬の念に駆られ衝突する。その後和解し、何度かリュウと茜を助ける。「もう一人の榛名」に気付きリュウにその事を忠告するが、実際に対峙したはずのトシの想像をはるかに上回る「もう一人の榛名」の凶暴性に翻弄される。
木村 マサシ（きむら マサシ）
演 - 吉沢悠
リュウの親友。トシとは対照的に気弱な性格をしている。
牧野 薫（まきの かおる）
演 - 篠原涼子
茜の姉であり、榛名の良き妻。榛名とともに弁護士事務所で働いている。教育実習の高校の生徒だった朱里と関係を持ち、裏切った過去がある。朱里に申し訳なく思うが、榛名との幸せな結婚生活を壊されたくないとも思っている。「もう一人の榛名」の罠に嵌まり、朱里とともにバイクに撥ねられ昏睡状態に陥る。
本田 幸造（ほんだ こうぞう）
演 - 山本圭
ゲームセンター経営者。過去に少年犯罪により最愛の息子を亡くしており、不良少年に対して極端に憎悪の念を抱いている。その事からリュウの事も最初は嫌悪していたが、榛名の説得により見る目を変え、保護観察処分となったリュウの保護司になる。リュウ達を町内会のバスケットに誘ったり、トシに仕事を紹介したりと、面倒見のいい良い人。

### リュウの関係者
片瀬刑事
演 - 嶋田久作
リュウを目の仇にしている刑事。
小宮刑事
演 - 小林正寛
片瀬の部下。片瀬とともにリュウに目をつける。
安積 満江（あづみ みつえ）
演 - 風吹ジュン
リュウの母親。リュウを捨て蒸発した。

### 榛名の関係者
寺島 辰雄（てらじま たつお）
演 - 豊原功補
精神科医。榛名の親友。二重人格で苦しむ榛名の相談役であり、「もう一人の榛名」と一番早く対話した人物。
小田島所長
演 - 森本レオ
榛名が所属する小田島弁護士事務所の所長。暖かく榛名を見守る。
垣野弁護士
演 - 志村東吾
榛名を尊敬している弁護士。榛名の代理でリュウの弁護を受け持つ事もある。

### その他関係者
ユカ
演 - 優香（第1話・第4話）
朱里の売春仲間。
森下看守
演 - 高橋克実（第2話・第3話）
朱里と同性愛関係にあった。
政弘の父親
演 - 四方堂亘（第3話）
過去に本田の息子を殺害した不良グループの一員。その後更生し自分の息子に本田の息子と同じ政弘と名前を付ける。
吉沢斎
演 - 斎藤洋介（第7話）
榛名の中学時代の恩師。
朱里の父親
演 - 中山仁（第8話）
大病院の院長。
木原
演 - 反田孝幸（第9話）
リュウが劇中2度目に収容された鑑別所の同室相手。

## スタッフ
- 脚本：小松江里子
- 演出：松原浩、那須田淳、片山修
- 音楽：千住明
- プロデューサー：伊藤一尋
- 製作著作：TBS

## 主題歌
- オープニングテーマ・挿入歌

「ポーリュシカ・ポーレ“Le Vent Vert”〜Le Temps Bleu〜」（東芝EMI）
（歌: Origa、作詞：Origa、作曲：レフ・クニッペル、編曲：千住明）
- エンディングテーマ

「青の時代」（ジャニーズ・エンタテイメント）
（歌: KinKi Kids、作詞・作曲：canna、編曲：新川博）

## 放送日程
| 各話                                                       | 放送日        | サブタイトル         | 演出     | 視聴率 |
| ---------------------------------------------------------- | ------------- | -------------------- | -------- | ------ |
| chap.1(第1話)                                              | 1998年7月 3日 | 少年犯罪             | 松原浩   | 不明   |
| chap.2(第2話)                                              | 1998年7月10日 | 無実の少年           | 松原浩   | 不明   |
| chap.3(第3話)                                              | 1998年7月17日 | 希望という名の明日   | 那須田淳 | 16.2%  |
| chap.4(第4話)                                              | 1998年7月24日 | 許されない恋         | 那須田淳 | 16.5%  |
| chap.5(第5話)                                              | 1998年7月31日 | 君だけを守りたい     | 片山修   | 16.0%  |
| chap.6(第6話)                                              | 1998年8月 7日 | 純愛の復讐           | 片山修   | 不明   |
| chap.7(第7話)                                              | 1998年8月14日 | 二重人格の秘密       | 松原浩   | 15.0%  |
| chap.8(第8話)                                              | 1998年8月21日 | 友の死、そして戦いへ | 松原浩   | 16.2%  |
| chap.9(第9話)                                              | 1998年8月28日 | 引き裂かれた恋       | 那須田淳 | 不明   |
| chap.10(第10話)                                            | 1998年9月 4日 | 純愛の逃亡者         | 片山修   | 不明   |
| the final chap(最終話)                                     | 1998年9月11日 | 君を守る―永遠の約束  | 松原浩   | 不明   |
| 平均視聴率 15.5%（視聴率は関東地区・ビデオリサーチ社調べ） |               |                      |          |        |

## 受賞
- 第18回ザテレビジョンドラマアカデミー賞[1]
  - 助演男優賞（上川隆也）

## 関連商品
DVD
- 青の時代 DVD-BOX 6枚組パッケージリニューアル版（2006年11月24日発売、TCエンタテインメント）
- 青の時代 Vol.1〜3 DVD BOXセット（2000年10月21日発売、TBS）
- 青の時代 Vol.4〜6 DVD BOXセット（2000年11月22日発売、TBS）
- 青の時代 DVD Vol.1〜6（2000年10月21日・11月22日発売、TBS）

VHS
- 青の時代 <特製BOXセット> VHS 全4巻（1998年10月23日発売、TBS）
- 青の時代 VHS 1巻〜4巻（1998年10月23日発売、TBS）

サウンドトラック
- 青の時代 オリジナル・サウンドトラック（1998年7月23日発売、東芝EMI）

書籍
- 青の時代（小説）
  - 著者：小松江里子
  - 出版社：講談社（2001年11月15日発行）

- 青の時代（コミックス）
  - 原作：小松江里子、作画：藤本あきほ
  - 「完全ラブストーリー版」と銘打って『別冊フレンド』（講談社）にて1998年8月号より同年10月号まで連載された。全3話。
  - ページの都合上、朱里、朱里と薫の関係は省略されている。
  - 1998年10月9日発売、ISBN 978-4-06-303130-0

## 他作品での共演
- 本作出演者は本作前後に他作品で共演していることが多い。ここでは本作出演者（準レギュラー以上）の他のドラマでの共演を挙げる（太字は伊藤プロデューサー作品。ゲスト出演での共演は除く）。
  - 堂本剛と奥菜恵と小橋賢児…『若葉のころ』で共演。（他にも第7話ゲストの斎藤洋介が準レギュラー出演）。
  - 堂本剛と小橋賢児…『人間・失格〜たとえばぼくが死んだら』で共演（奥菜も出演した『若葉のころ』も合わせれば2作品で共演。他にも『人間・失格』には第7話ゲストの斉藤洋介、第9話ゲストの反田孝幸がレギュラー出演）。
  - 堂本剛と吉沢悠…『to Heart 〜恋して死にたい〜』で共演（今作が初共演）。
  - 上川隆也と吉沢悠…『白い影』、『ママの遺伝子』、大河ドラマ『平清盛』の3作で共演（今作が初共演）。
  - 上川隆也と篠原涼子…『竜馬がゆく』、『愛を乞うひと』で共演。
  - 上川隆也と小林正寛…『白い巨塔』で共演（今作が初共演）。
  - 上川隆也と豊原功補…大河ドラマ『平清盛』で共演（今作が初共演）。
  - 奥菜恵と小橋賢児…『打ち上げ花火、下から見るか? 横から見るか?』、『禁じられた遊び』、『ふたり』の3作で共演（剛も出演した『若葉のころ』も合わせれば4作品で共演）。
  - 奥菜恵と吉沢悠…『新・星の金貨』、『恋するトップレディ』で共演（今作が初共演）。
  - 安藤政信と篠原涼子…Netflix『金魚妻』で共演（今作が初共演）。
  - 安藤政信と小林正寛…『聖者の行進』で共演（他にも第7話ゲストの斉藤洋介がレギュラー出演）。
  - 吉沢悠と篠原涼子…『早乙女タイフーン』で共演（今作が初共演）。
  - 吉沢悠と嶋田久作…『ブラッディ・マンデー』で共演（今作が初共演）。　
  - 嶋田久作と風吹ジュンと山本圭…『この愛に生きて』で共演。
  - 風吹ジュンと山本圭…『ひとつ屋根の下1・2』で共演（嶋田も出演した『この愛に生きて』も合わせれば3作品で共演）。